# Blubell
Isabel Fontana Garcia (São José do Rio Preto, 26 de setembro de 1977), mais conhecida como Blubell, é uma cantora e compositora brasileira.

## Carreira
Nasceu na cidade de São José do Rio Preto, interior do Estado de São Paulo, mas cresceu na capital, para onde foi ainda criança de colo. Fez parte de bandas independentes e participou de shows da big band paulistana Funk Como Le Gusta, além de emprestar a sua voz para jingles de comerciais de TV.
Desde 2006 desenvolve seu trabalho autoral. Seu primeiro álbum Slow Motion Ballet, lançado sob selo independente em 2006, trazia apenas composições da artista, exceto pela versão de "Junk" de Paul McCartney. Slow Motion Ballet foi bem recebido pelas críticas, em jornais como a Folha de S. Paulo e o O Estado de S.Paulo e recebeu elogios de cantoras como Marisa Monte e Mallu Magalhães.
Durante os anos que se seguiram à sua estreia como artista independente, ela desenvolveu paralelamente uma parceria com o quarteto de jazz À Deriva.
Em 2009, a música "Chalala", composta por Blubell, foi tema de abertura da série Aline, da Rede Globo.
Em janeiro de 2011, Blubell lançou seu segundo disco, Eu Sou Do Tempo Em Que A Gente Se Telefonava, pela YB Music. O CD tem participações de Baby do Brasil e de Tulipa Ruiz. A canção "What If..." entrou para a trilha sonora do filme Bruna Surfistinha, lançada também em janeiro de 2011.
Nesse mesmo ano de 2011, fez uma turnê de apresentações no Japão.
Em 2012, lança Blubell & Black Tie, trabalho que trouxe canções de Nelson Cavaquinho, Pete Townshend e Cole Porter, entre outros. O álbum conquistou o Prêmio da Música Brasileira de melhor disco em língua estrangeira. Também em 2012, se apresenta no primeiro Lollapalooza Brasil, em São Paulo.
Em 24 de março de 2013, Blubell se apresentou no Auditório Ibirapuera, acompanhada pela banda Black Tie.
Em junho de 2016, lança com o instrumentista e compositor Dani Black um videoclipe para a música “Ao Alcance da Mão”, com a participação de doze jovens integrantes do Coral da Gente, da ONG Instituto Baccarelli.
Em 19 de agosto de 2016, lançou seu quarto disco autoral, Confissões de Camarim, lançado via campanha de crowdfunding e que trouxe a participação de Zeca Baleiro, na música "A Tardinha". O primeiro single lançado foi “Vida em Vermelho”, em julho.
Em outubro de 2021, lança o álbum Música Solar para Tempos Sombrios.

## Álbuns
- 2006 - Slow Motion Ballet
- 2011 - Eu Sou do Tempo Em Que A Gente Se Telefonava
- 2012 - Blubell & Black Tie
- 2013 - Diva é a Mãe
- 2016 - Confissões de Camarim
- 2021 - Música Solar para Tempos Sombrios

## Gravadoras
- YB Music